# Vũ trụ có anh
"Vũ trụ có anh" là bài hát của nữ ca sĩ Phương Mỹ Chi kết hợp với Pháo và DTAP, ra mắt vào ngày 26 tháng 4 năm 2023. Bài hát được phát hành với tư cách là đĩa đơn mở đường cho album phòng thu thứ tư của cô, Vũ trụ cò bay kết hợp cùng DTAP, đánh dấu bước chuyển mình của cô từ dòng nhạc dân ca thuyền thống sang nhạc pop. Bài hát là câu chuyện cô Tấm thời hiện đại, tự mình vượt qua những thử thách ở nhiều vũ trụ khác nhau để đi tìm tình yêu cho mình.
Ca khúc đã nhận được nhiều đánh giá từ giới truyền thông, đa phần là tích cực; lọt vào bảng xếp hạng âm nhạc ở Việt Nam; được đề cử cho hai hạng mục "MV của năm" và "Hòa âm phối khí" tại Giải thưởng Làn Sóng Xanh 2023.

## Nội dung
Bài hát do Phương Mỹ Chi cùng DTAP và thực tập sinh Vũ Hoàng Hải Sơn (thuộc nhóm INUS) sáng tác, thuộc thể loại dance-pop và kết hợp các thể loại âm nhạc như disco, ngũ cung, ca trù. DTAP là nhà sản xuất âm nhạc, Phương Mỹ Chi là ca sĩ chính còn Pháo là rapper khách mời trong bài hát này. Khi được Phương Mỹ Chi liên hệ để đề nghị hợp tác, rapper Pháo thấy bất ngờ nhưng đã đồng ý tham gia sản phẩm âm nhạc này. Cô chia sẻ:
Tôi muốn chứng minh cho mọi người thấy cá tính âm nhạc tuy khác nhau nhưng mấu chốt nằm ở sự đồng cảm, từ đó hòa hợp và tạo ra một tác phẩm tốt. Hy vọng khán giả sẽ đón nhận sản phẩm mới của Pháo và Chi.— Pháo

Trong video âm nhạc, Phương Mỹ Chi hóa thân thành cô Tấm thời hiện đại, không phụ thuộc vào sự giúp đỡ bên ngoài, tự mình vượt qua những thử thách ở các vũ trụ khác nhau để đi tìm tình yêu: Có lúc là cô Tấm ở trong khoang tàu mong được trẩy hội, có khi làm cô Tấm trong bộ đồ thợ lặn để vượt biển, rồi có lúc cô Tấm hiện đại lái xe mô tô,... Yếu tố đa vũ trụ trong bài hát đã khiến một số người nhớ đến bộ phim Cuộc chiến đa vũ trụ đã chiến thắng giải Oscar diễn ra cách đó không lâu. So với nhân vật Lọ Lem trong truyện cổ tích phương Tây, bài hát khẳng định "dù bên Đông hay là bên Tây" thì Tấm và Lọ Lem đều có chung kết cục và đều hướng đến sự độc lập, tự chủ để tự quyết số phận của mình.

## Phát hành
Sau một thời gian không ra mắt sản phẩm âm nhạc, ngày 22 tháng 4 năm 2023 ca sĩ Phương Mỹ Chi đăng ảnh đứng trong một tảng băng to với chú thích: "Chính thức rã đông". Ba ngày sau, cô đăng tải teaser của video. Tối ngày 26 tháng 4, bài hát đã được phát hành trên các nền tảng nhạc số. Sáng sớm ngày 13 tháng 5 năm 2023, một tin tặc đã xâm nhập vào kênh YouTube của Phương Mỹ Chi và xóa MV Vũ trụ có anh; đến 11 giờ trưa cùng ngày video âm nhạc đã được khôi phục. Ngoài phiên bản kĩ thuật số, phiên bản đĩa CD vật lý của ca khúc đã được sản xuất và đăng bán trên trang web của Hãng đĩa Thời Đại. "Vũ trụ có anh" cũng là ca khúc thứ tư trong album Vũ trụ cò bay, được phát hành vào tháng 9 năm 2023 với phiên bản đĩa CD vật lý và phiên bản kĩ thuật số.

## Đón nhận

### Đánh giá chuyên môn
Không lâu sau khi ra mắt "Vũ trụ có anh" đã nhận được nhiều đánh giá từ giới truyền thông. Nhà báo Duy Đức từ báo An ninh Thủ đô đã đánh giá Phương Mỹ Chi đã mang lại hình ảnh cô Tấm một sức sống mới, mang màu sắc đương đại. Nhà báo Lan Nhi của báo Đảng Cộng sản Việt Nam viết: "[Phương Mỹ Chi] đã có một sự kết hợp vô cùng khéo léo giữa văn học phương Đông và phương Tây. Chuyện về cô Tấm đã được lồng ghép với một câu chuyện cổ tích nước ngoài có cốt truyện tương đồng – Cô bé Lọ Lem để bộc lộ tâm trạng buồn bã của một cô gái trong tình yêu." Cây bút Hồng Hà từ báo Tiền phong đánh giá việc ra mắt bài hát này là bước đi mạo hiểm. Trong bài báo, Hồng Hà nhận xét "Vũ trụ có anh" có cấu trúc ca khúc chặt chẽ, từ phần verse đầu tiên, đến phần trước điệp khúc, điệp khúc và phần hook để tạo điểm nhấn. Điệp khúc của ca khúc được đánh giá có sự hứng khởi, có tiềm năng thành đoạn nhạc nổi tiếng trên TikTok nhưng khiến giọng hát Phương Mỹ Chi mất đi yếu tố ngọt ngào và cảm xúc ở những nốt luyến, ngắt câu đặc trưng. Hồng Hà cũng cho rằng bài hát còn có "vết gợn" khi câu chuyện trong video không rõ ràng và vài chi tiết trong khâu hòa âm phối khí không tốt.
Hơn 1 năm sau đó, nhà phê bình Nguyễn Quang Long mới xem video âm nhạc và viết bài đánh giá trên báo Thể thao & Văn hóa. Ông nhận xét "Vũ trụ có anh" là bài hát dance-pop kết hợp với rap có nhịp điệu cuốn hút, tạo được một không gian thoải mái cho người nghe. Phần hình ảnh của MV được nhận xét là có màu sắc và phong cách trẻ trung, bắt mắt. Nhà phê bình này cho rằng các ca khúc như "Vũ trụ có anh" là một hướng mới cho Phương Mỹ Chi, nhưng dance-pop không phải dòng nhạc sở trường của nữ ca sĩ và Chi nên giữ hướng đi chính là các bài hát trữ tình, dân gian. Cuối bài đánh giá, ông đã chấm điểm 8,5 cho bài hát này.

### Diễn biến thương mại
Sau 3 ngày, video có gần 1 triệu lượt xem, đứng thứ 4 trong top thịnh hành của YouTube. Đến giữa tháng 5 năm 2023, video đạt 5 triệu lượt xem trên YouTube và có thời điểm được xếp thứ 2 trong danh sách video thịnh hành trên YouTube. Trên bảng xếp hạng Billboard Vietnam Hot 100, ca khúc đạt thứ hạng cao nhất là 24. Sang năm 2024, ca khúc nhận được nhiều bình luận từ khán giả Thái Lan, Trung Quốc, Hàn Quốc và xuất hiện trong danh sách phát "Viral 50 - Thailand" trên Spotify. Bản dịch tiếng Thái của "Vũ trụ có anh" đã thu hút gần 1 triệu lượt xem và một số bản cover ca khúc này bằng tiếng Thái đã được đăng lên mạng.
| Bảng xếp hạng (2023)       | Vị trí cao nhất |
| -------------------------- | --------------- |
| Việt Nam (Vietnam Hot 100) | 24              |

### Đề cử
Tại Giải thưởng Làn Sóng Xanh 2023, "Vũ trụ có anh" đã được đề cử cho hạng mục "MV của năm" và "Hòa âm phối khí". Trong Giải thưởng Cống Hiến lần thứ 18, bài hát có tên vào top 10 đề cử cho hạng mục "Bài hát của năm" nhưng không lọt vào top 5 đề cử chính thức.

## Trình diễn trực tiếp và các phiên bản khác
Tối 24 tháng 9 năm 2023, trong showcase Vũ trụ Cò bay, Phương Mỹ Chi cùng rapper Pháo trình diễn ca khúc "Vũ trụ có anh". Tháng 1 năm 2024, Phương Mỹ Chi trình diễn ca khúc "Vũ trụ có anh" tại lễ trao giải Ngôi sao của năm và lễ trao giải Làn Sóng Xanh. Tháng 2 năm 2024, Phương Mỹ Chi hát "Vũ trụ có anh" cùng 2 ca khúc khác là "Đẩy xe bò" và "Bóng phù hoa" tại lễ hội Vibe Fest (Bình Thuận).Tối ngày 18 tháng 7 năm 2025, trong cuộc thi Sing! Asia 2025, Phương Mỹ Chi hát lại ca khúc "Vũ trụ có anh".
Tháng 11 năm 2023, bài hát này được xuất hiện trong chương trình Chị đẹp đạp gió rẽ sóng (Mùa 1) với người thể hiện là Đoan Trang, Yến Trang, Tú Vi, Thanh Ngọc, Hoàng Oanh, Hà Kino và H'Hen Niê.
Dựa trên nền nhạc "Vũ trụ có anh", Phương Mỹ Chi đã ra mắt ca khúc "Vũ trụ an toàn mạng" vào cuối năm 2023 và "Vũ trụ lắc xì" (quảng cáo cho MoMo) vào tháng 1 năm 2024.

## Đội ngũ sản xuất
Thông tin được lấy từ phần ghi công phía dưới video âm nhạc trên YouTube.
- Giám đốc sản xuất: Phan Anh
- Nghệ sĩ: Phương Mỹ Chi
- Rapper: Pháo
- Giám đốc sáng tạo: Ben Phạm
- Giám đốc: Jason & Ben Phạm
- Sản xuất âm nhạc: DTAP
- Sáng tác: DTAP - Phương Mỹ Chi - Haison
- Cải biên nhạc: DTAP - Vilocity
- Mixing và Mastering: DTAP
- Người tạo âm: Kidz Nguyễn
- Hát nền: Ngân Hà
- Phòng thu âm: DTAP Studio